# Neudorf (Amorbach)
Neudorf ist ein Gemeindeteil der Stadt Amorbach im unterfränkischen Landkreis Miltenberg in Bayern.

## Geographie
Das Kirchdorf liegt auf 440 m ü. NHN an der Kreisstraße MIL 10, zwischen Reichartshausen und Amorbach. Südlich liegt Schneeberg, nordwestlich befindet sich Reuenthal. Im Südosten von Neudorf verläuft die Landesgrenze zu Baden-Württemberg. 
Im Ort befindet sich die Kapelle Sankt Anna, welche 1963 erbaut wurde. Diese wurde 2017 einer Sanierung unterzogen.

## Geschichte
Die älteste erhaltene Erwähnung von Neudorf stammt von 1307.

## Persönlichkeiten
- Witmar Farrenkopf (1906–1945), römisch-katholischer Geistlicher, Ordensmann, Missionar und Märtyrer